# 伊藤暢達
伊藤暢達（日语：／ Itō Masahiro，1972年—）為出身日本埼玉市的電子遊戲美術、角色設計師，事務上以參與遊戲廠商科樂美旗下的《沉默之丘》系列製作居多。

## 經歷
伊藤達暢在1999年前便開始加入電玩遊戲《沉默之丘》的開發團隊，之後在續作《沉默之丘2》裡則晉升為遊戲美術指導、並同樣設計出作品裡登場的各種怪物；如「三角頭」等。
在《沉默之丘4：密室驚魂》發行後，因伊藤所屬的開發團隊解散，伊藤便與《沉默之丘》系列的編劇大和久宏之合作發行《沉默之丘》的改編漫畫，其中該漫畫作品是僅能透過手機下載觀看。另伊藤透過經營個人網站方式發表創作，之後也替遊戲《沉默之丘：驟雨》設計日文版的封面。
2012年11月27日伊藤在個人推特頁面上發言表示將與科樂美的遊戲製作者小島秀夫合作，繼續創作有關《沉默之丘》系列作品。而伊藤也與恐怖遊戲《鐘樓驚魂》系列開發者河野一二三、及電影導演清水崇合力製作計畫在2015年發行的恐怖遊戲《Nightcry》。

## 參與作品

### 電子遊戲
- 沉默之丘（1999年）：怪物角色設計、背景設計
- 沉默之丘2（2001年）：美術指導、怪物角色設計
- 沉默之丘3（2003年）：美術指導、怪物角色設計、CGI動畫編輯、遊戲模型設計、視角處理
- 沉默之丘4：密室驚魂（2004年）：特別致謝人員
- 沉默之丘：起源（2007年）：特別致謝人員
- 沉默之丘：驟雨（2012年）：日本國內版封面設計
- NightCry（2016年）：美術指導、怪物角色設計
- 寂静岭2 重制版（2024年）：概念美術設計

### 漫畫
- 沉默之丘：Cage Of Cradle（2006年）：畫面繪製

## 外部連結
- 伊藤暢達的X（前Twitter）
- 伊藤暢達的pixiv